# Джим Джонсон (американський хокеїст)
Джим Джонсон (англ. Jim Johnson; нар. 9 серпня 1962, Нью-Гоп) — американський хокеїст, що грав на позиції захисника. Грав за збірну команду США.
Провів понад 800 матчів у Національній хокейній лізі.

## Ігрова кар'єра
Хокейну кар'єру розпочав 1981 року.
Протягом професійної клубної ігрової кар'єри, що тривала 14 років, захищав кольори команд «Піттсбург Пінгвінс», «Міннесота Норт-Старс», «Даллас Старс», «Вашингтон Кепіталс» та «Фінікс Койотс».
Загалом провів 880 матчів у НХЛ, включаючи 51 гру плей-оф Кубка Стенлі.
Виступав за збірну США.

## Тренерська робота
29 листопада 2011 року розпочинав свою тренерську кар'єру, працював асистентом головного тренера «Вашингтон Кепіталс», «Сан-Хосе Шаркс», «Тампа-Бей Лайтнінг» та «Аризона Койотс».
З 25 червня 2015 асистент головного тренера «Едмонтон Ойлерс».

## Статистика
| Сезон        | Клуб                                    | Ліга         | Регулярний сезон | Регулярний сезон | Регулярний сезон | Регулярний сезон | Регулярний сезон | Плей-оф | Плей-оф | Плей-оф | Плей-оф | Плей-оф |
| Сезон        | Клуб                                    | Ліга         | І                | Г                | П                | О                | ШХ               | І       | Г       | П       | О       | ШХ      |
| ------------ | --------------------------------------- | ------------ | ---------------- | ---------------- | ---------------- | ---------------- | ---------------- | ------- | ------- | ------- | ------- | ------- |
| 1981–82      | Міннесотський університет (місто Дулут) | НКАА         | 40               | 0                | 10               | 10               | 62               | —       | —       | —       | —       | —       |
| 1982–83      | Міннесотський університет (місто Дулут) | НКАА         | 44               | 3                | 18               | 21               | 118              | —       | —       | —       | —       | —       |
| 1983–84      | Міннесотський університет (місто Дулут) | НКАА         | 43               | 3                | 13               | 16               | 116              | —       | —       | —       | —       | —       |
| 1984–85      | Міннесотський університет (місто Дулут) | НКАА         | 47               | 7                | 29               | 36               | 106              | —       | —       | —       | —       | —       |
| 1985–86      | «Піттсбург Пінгвінс»                    | НХЛ          | 80               | 3                | 26               | 29               | 115              | —       | —       | —       | —       | —       |
| 1986–87      | «Піттсбург Пінгвінс»                    | НХЛ          | 80               | 5                | 25               | 30               | 116              | —       | —       | —       | —       | —       |
| 1987–88      | «Піттсбург Пінгвінс»                    | НХЛ          | 55               | 1                | 12               | 13               | 87               | —       | —       | —       | —       | —       |
| 1988–89      | «Піттсбург Пінгвінс»                    | НХЛ          | 76               | 2                | 14               | 16               | 163              | 11      | 0       | 5       | 5       | 44      |
| 1989–90      | «Піттсбург Пінгвінс»                    | НХЛ          | 75               | 3                | 13               | 16               | 154              | —       | —       | —       | —       | —       |
| 1990–91      | «Піттсбург Пінгвінс»                    | НХЛ          | 24               | 0                | 5                | 5                | 23               | —       | —       | —       | —       | —       |
| 1990–91      | «Міннесота Норт-Старс»                  | НХЛ          | 44               | 1                | 9                | 10               | 100              | 14      | 0       | 1       | 1       | 52      |
| 1991–92      | «Міннесота Норт-Старс»                  | НХЛ          | 71               | 4                | 10               | 14               | 102              | 7       | 1       | 3       | 4       | 18      |
| 1992–93      | «Міннесота Норт-Старс»                  | НХЛ          | 79               | 3                | 20               | 23               | 105              | —       | —       | —       | —       | —       |
| 1993–94      | «Даллас Старс»                          | НХЛ          | 53               | 0                | 7                | 7                | 51               | —       | —       | —       | —       | —       |
| 1993–94      | «Вашингтон Кепіталс»                    | НХЛ          | 8                | 0                | 0                | 0                | 12               | —       | —       | —       | —       | —       |
| 1994–95      | «Вашингтон Кепіталс»                    | НХЛ          | 47               | 0                | 13               | 13               | 43               | 7       | 0       | 2       | 2       | 8       |
| 1995–96      | «Вашингтон Кепіталс»                    | НХЛ          | 66               | 2                | 4                | 6                | 34               | 6       | 0       | 0       | 0       | 6       |
| 1996–97      | «Фінікс Койотс»                         | НХЛ          | 55               | 3                | 7                | 10               | 74               | 6       | 0       | 0       | 0       | 4       |
| 1997–98      | «Фінікс Койотс»                         | НХЛ          | 16               | 2                | 1                | 3                | 18               | —       | —       | —       | —       | —       |
| Усього в НХЛ | Усього в НХЛ                            | Усього в НХЛ | 829              | 29               | 166              | 195              | 1197             | 51      | 1       | 11      | 12      | 132     |